# Derwent (rzeka w Kumbrii)
Derwent (ang. River Derwent) – rzeka w północno-zachodniej Anglii, w hrabstwie Kumbria.
Rzeka wypływa z jeziora Styhead Tarn, położonego w krainie Lake District, w parku narodowym o tej samej nazwie, u podnóża szczytu Great Gable, na wysokości około 440 m n.p.m. W górnym biegu nosi nazwę Styhead Gill. Rzeka płynie w kierunku północnym, przepływa przez wsie Rosthwaite i Grange, po czym wpada do jeziora Derwent Water, z którego wypływa koło miasta Keswick. Kilka kilometrów dalej przepływa przez kolejne jezioro – Bassenthwaite, po wypłynięciu z którego skręca na zachód. W końcowym biegu przepływa przez miasta Cockermouth i Workington, gdzie uchodzi do Morza Irlandzkiego.
Głównymi dopływami są rzeki Greta (ujście koło Keswick), Cocker (w Cockermouth) i Marron (koło Bridgefoot).